# Biserica „Sfânta Treime” a fostului schit Bodești

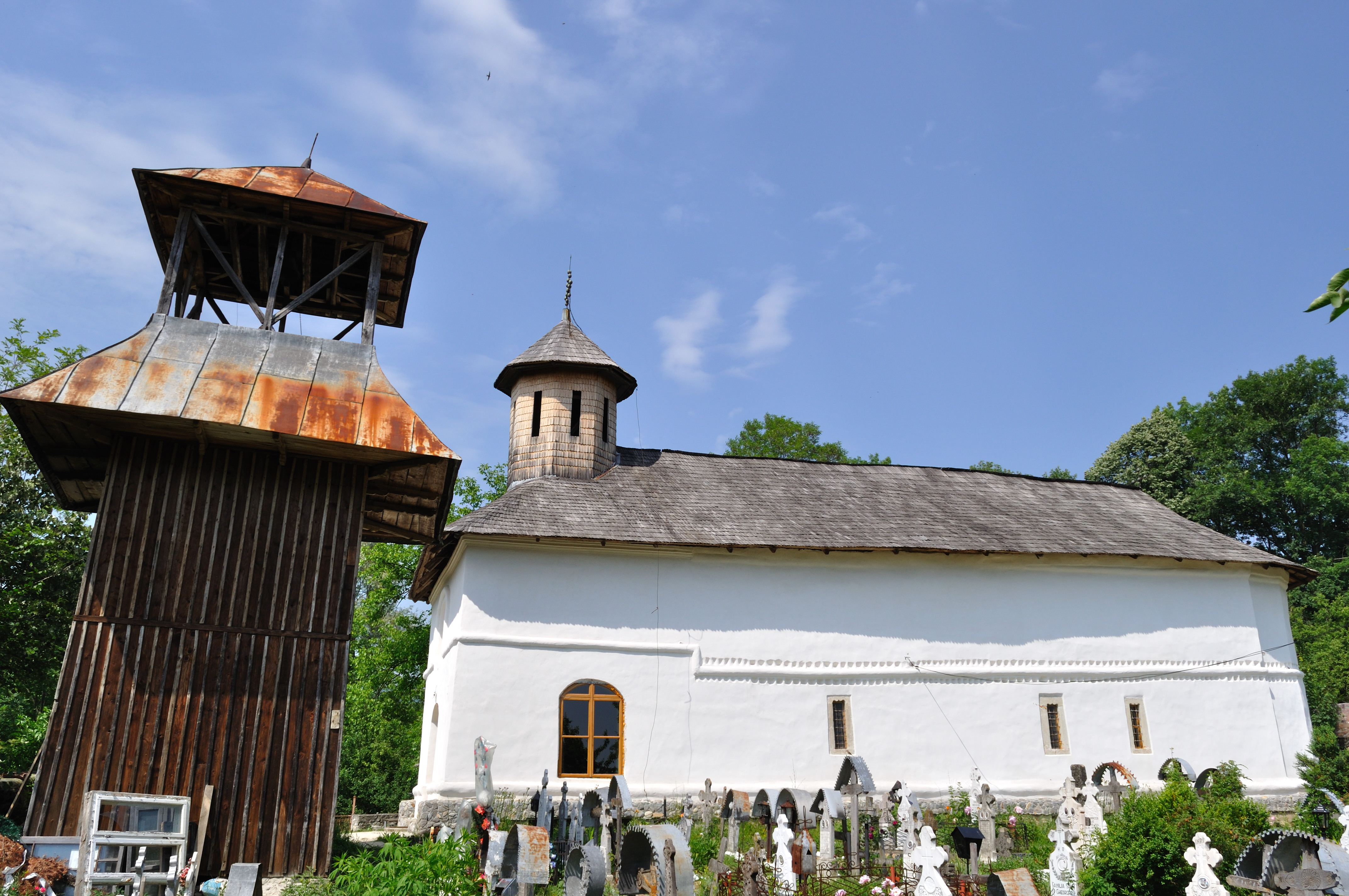
Biserica „Sfânta Treime” din Bodești, județul Vâlcea, foto: iunie 2010.

Biserica „Sfânta Treime” a fostului schit Bodești, comuna Bărbătești, județul Vâlcea, a fost construită între 1731-1732. Împreună cu turnul clopotniță, Biserica se află pe noua listă a monumentelor istorice sub codul LMI:  VL-II-a-B-09675.

## Istoric și trăsături
Biserica fostului schit Bodești se află așezată pe un pinten de deal, de unde se deschide o perspectivă asupra râului Otasău și a întregului sat. Conform izvoarelor istorice, aici a fost un schit de călugări, înconjurat de chilii și de ziduri înalte de piatră, păstrate parțial. În prezent, în fosta incintă a schitului se găsește cimitirul satului, chiliile fiind distruse în totalitate. Așa cum reiese din pisanie "această Sfântă și Dumnezeiască biserică cu hramul Sfânta Troiță este zidită din temelie și cu zugrăveala împodobită și alte multe, cu cheltuiala cuviosului ieromonah Kir Partenie egumenul Sfintei Mănăstiri Strihaie și Mănăstirea Fedeleșoiu în care și egumen a fost. și s-au sfințit cu iubitorul de Dumnezeu Kir Inochentie, Episcopul Râmnicului și care împrejur zidite și date zestre și slobode să fie nesupuse la nici un om din neamul meu sau din neamul Popii lui lon, care a fost ispravnic, sau din cei ce urmând ori cu ce și ar spune toți aceia să fie afurisiți de 318 Sfinți Părinți și să fie la un loc cu luda vânzătorul ceea ce o vor închina și nu vor ține legătura, zugrav fiind Popa Ștefan și s-au săvârșit la anul de la Adam 7240 iar de la Hristos 1732".
Din zapisul de la 6 aprilie 1727, prin care Radu Bujoreanu, împreună cu soția sa Anita și fiul său Radu, vinde schitului Bodești moșia lor din Foleștii de Sus - Vâlcea, rezultă că acest lăcaș exista înainte de 1727: "... dat-am zapisul nostru la mâna Sfântului schit de[n] Bodești, unde se prăznuiaște hramul preasfintei și nedespărțitei și de viață făcătoarei Troițe, și la mâna Sfinției sale părintelui Partenie, ctitorul acestei Sfintei mânăstiri și moștenitorilor acestei moșai, precum să să știe că având noi această moșaie, anume Foleștii de Sus, pe apa Bistriței în județul Vâlcea ... am vândut-o în bani gata taleri opt sute du peste hotarul cât să stăpânește și cu tot venitul ei cât să afla intr' această moșaie cu casele, cu viea den câmpu, den apa, den siliștea satului den sus până în cel de jos și în cel despre a[mia]zăzi până în cel dinspre miazănoapte ... aprilie, 7, 7235 (1727)" (Revista de Istorie Bisericească, 1943, nr. 3, p. 151 - 152).
Nicolae Iorga în Hârtii din arhiva mânăstirii Hurezului (București, 1907, p. 192 -193, 273, 303 - 304) redă pe scurt acest zapis, iar despre schitul Bodești - Vâlcea spune că: "a fost ridicat de vel Stolnicul Constandin Obedeanu împreună cu alți boieri ... pe vreme ce era parte de țară supt stăpânirea nemților înzestrând-o cu moșia Foleștii de Sus cumpărată de la Radu Bujoreanu dând-o schitului pentru pomană ca să fie de chiverniseala părinților ce vor viețui acolo". Alt ctitor este și părintele Partenie, ctitorul acestei Sfintei mânăstiri și moștenitor acei moșai, călugăr pe la anul 1589. "Beseareca cea veche supra-numită schitu pendinte de Monasteriu Bistrița cea fostu locuită de monahi pe la anu' 1589 depo Hrist și acum permutate și setuată intr-o posetie forte formoasse, și de unde se cunoscu și ved ruinele de diduri sub terrenu în nălțime de 3 m lungitudinea aparthamenteloru de la E la Yestu 50 m didăria făcotă de pietra necioplită, var și syga". La mijlocul secolului al XVI-lea, familia Buzești deține moșiile de pe valea Otasăului, deci și satul de clăcași Bodești, dezvoltat probabil în jurul schitului de călugări menționat în documentul de mai sus.
În anul 1716, Vâlcea, ca și întreaga Oltenie, intra sub ocupație austriacă până în 1739, când în fața ofensivei otomane, trupele se retrag din provincie.
Existența a două lăcașuri de cult construite aici, (schitul Bodești - 1732 și biserica cu hramul "Intrarea în biserică a Maicii Domnului" - 1733) explică reacția românilor la tendința habsburgilor de catolicizare a populației.
În urma secularizării averilor mănăstirești în 1863, călugării părăsesc schitul, iar chiliile lipsite de întreținere s-au degradat. Biserica a fost preluată de parohia Bodești.
Din chestionarul C.M.I. din 1921, rezultă că aici a fost un schit de călugări cu chilii pe latura de S a bisericii "... a fost metoh al mânăstirii Bistrița. Aici au fost călugări ".
Popescu Cilieni în Biserici, târguri și sate din județul Vâlcea, 1941, p. 34, amintește biserica de zid cu hramul "Sfânta Troiță", făcută de popa Pătru, popa Grigore Brat și popa Ion în anul 1732, octombrie 14, precum și obiectele existente în biserică la acea dată.
Istoricul Aurelian Sacerdoțeanu, într-un articol publicat în "Arhivele Olteniei" amintește și pe preotul Gheorghe printre ceilalți preoți care au făcut această biserică, acesta fiind menționat intr-un pomelnic descoperit la biserica din Costești.
În Eparhia Râmnicului și Argeșului, monografie, vol. II, 1976, p. 896, se menționează că biserica parohială "Sfânta Treime" cu pridvor adăugat și fresca originală datează de la 1732, ca și zidul de incintă. Biserica a fost refăcută în 1869 și 1925.

## Imagini

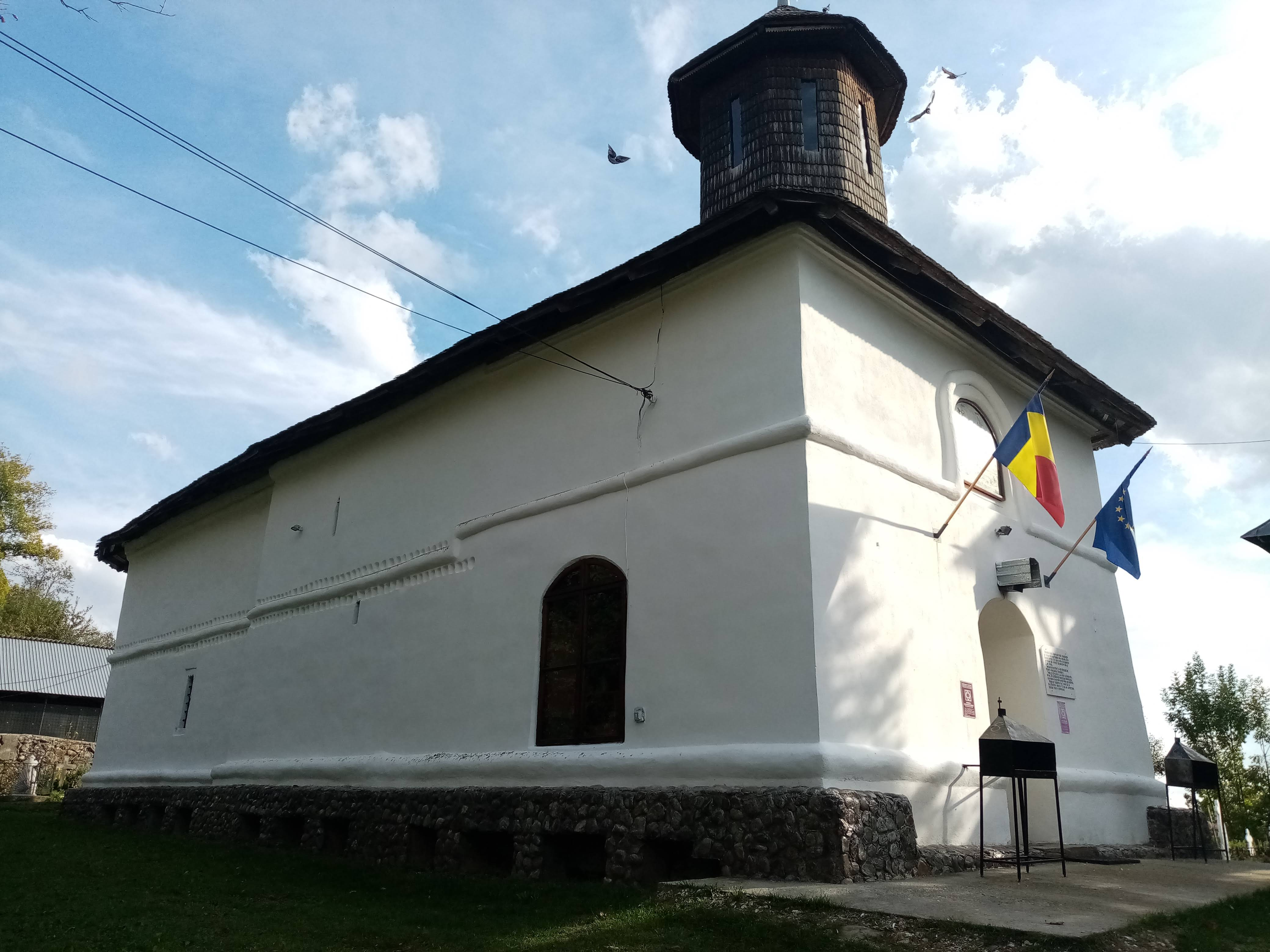
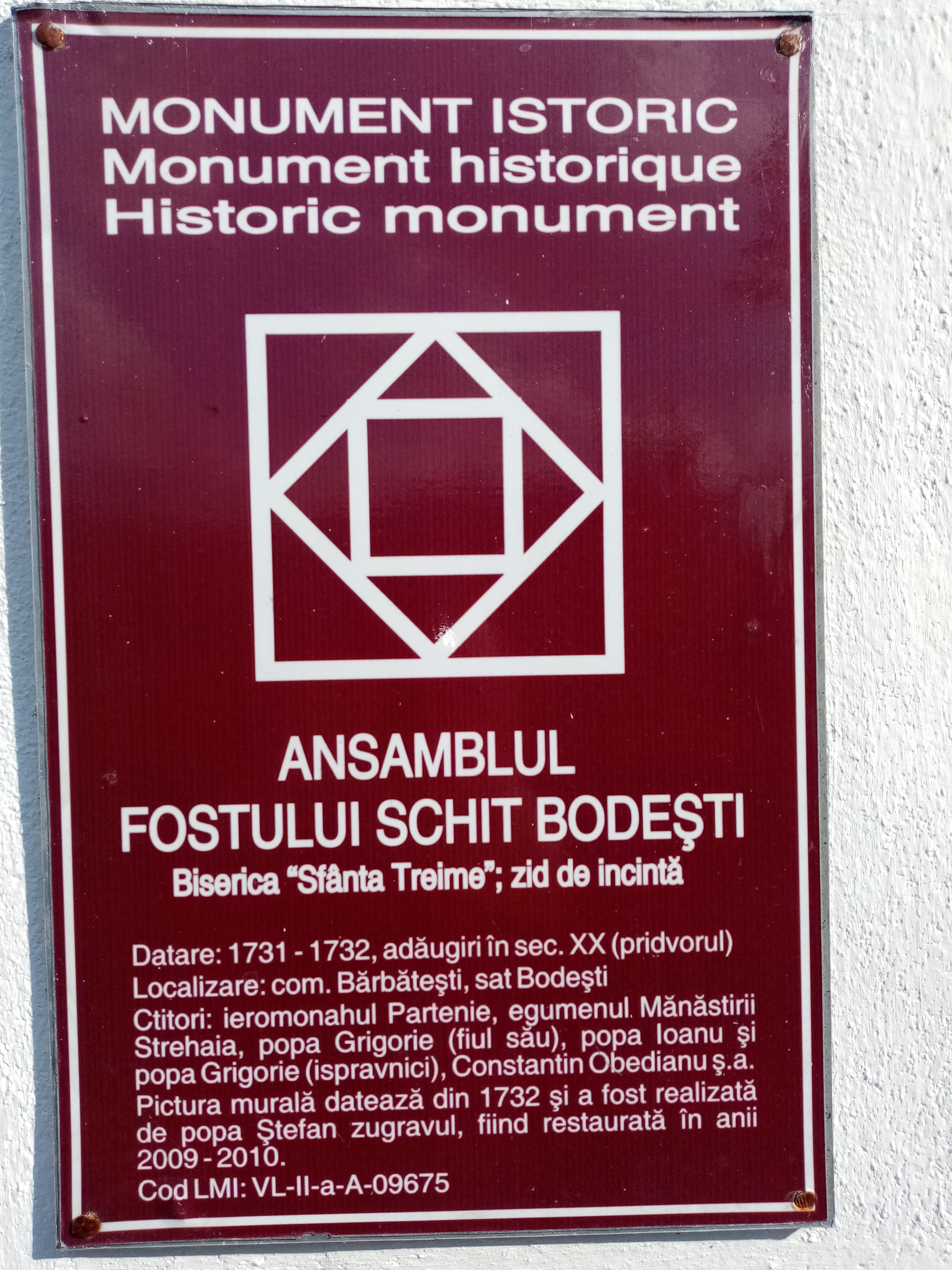
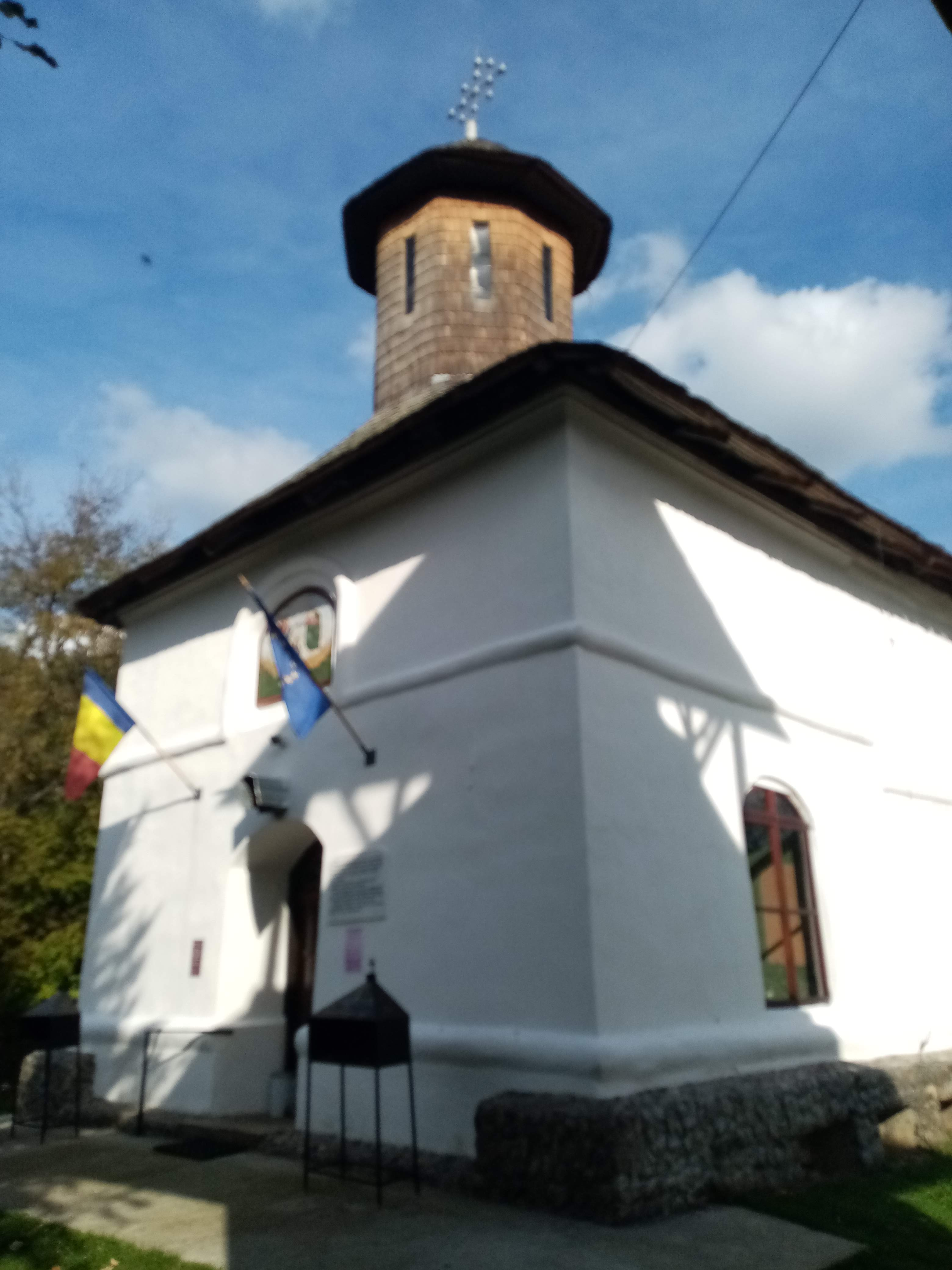
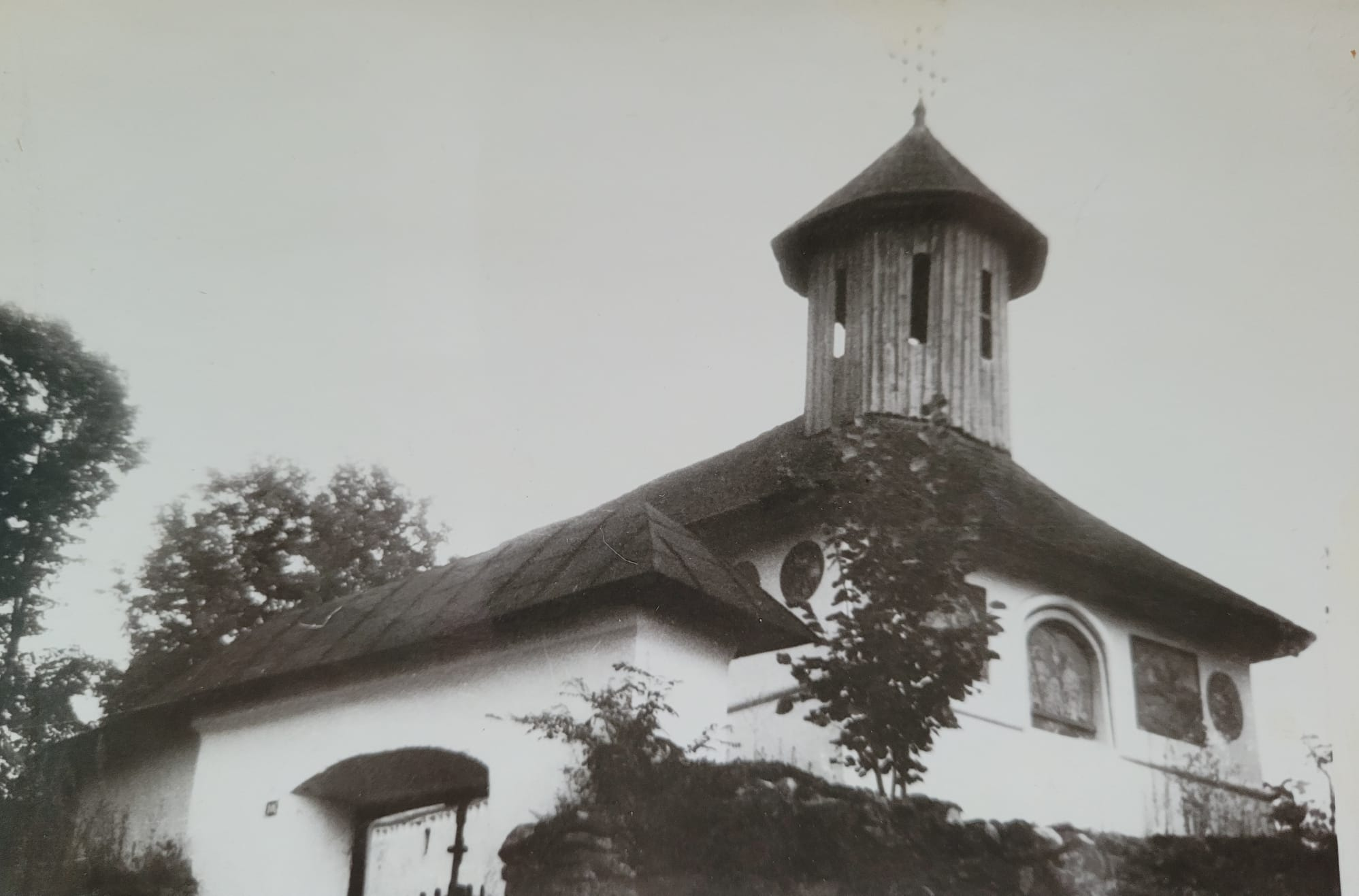
1972
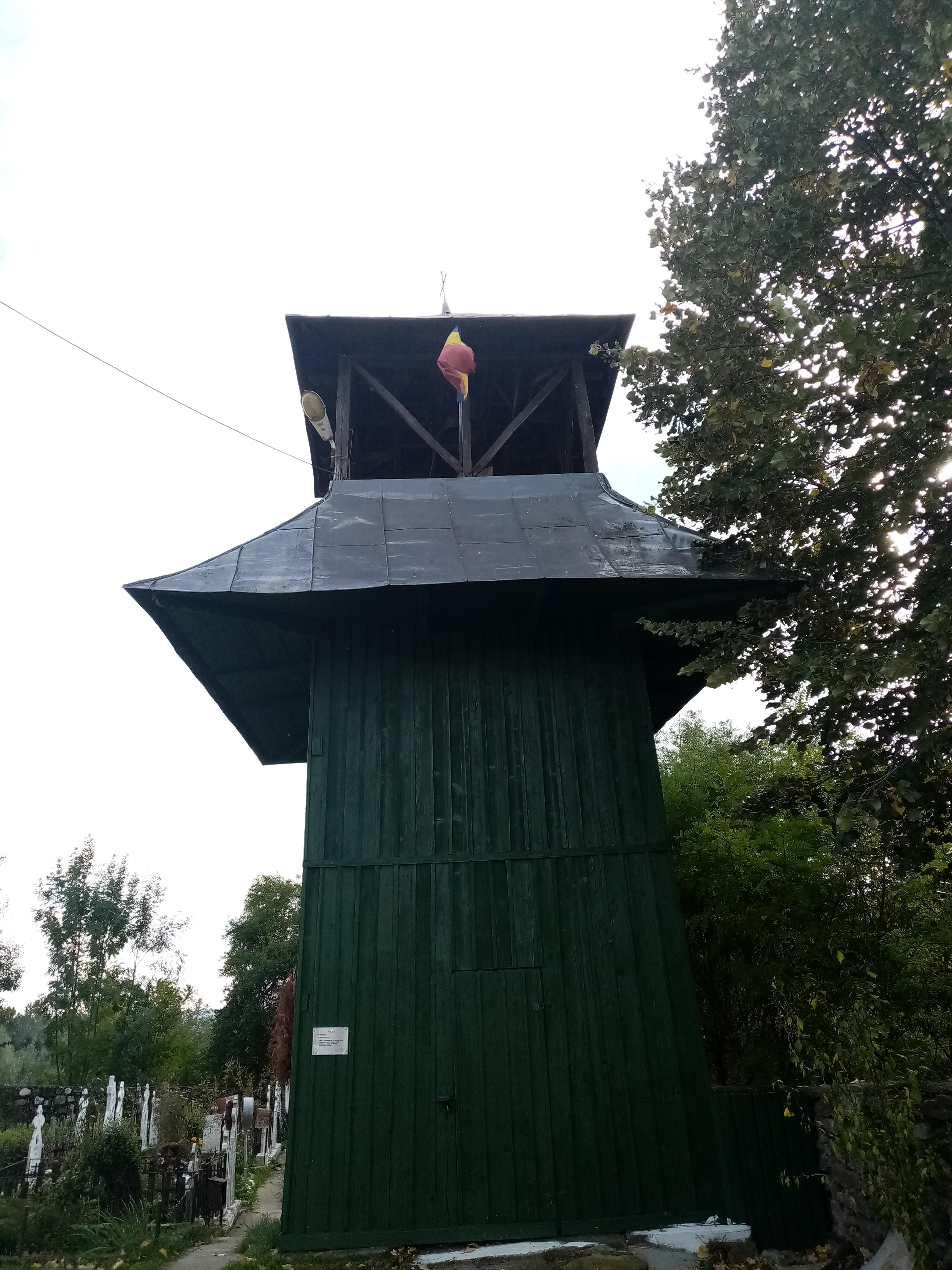